# 遺恨
| ウィキペディアには「遺恨」という見出しの百科事典記事はありません（タイトルに「遺恨」を含むページの一覧/「遺恨」で始まるページの一覧）。 代わりにウィクショナリーのページ「遺恨」が役に立つかもしれません。 |